# Quararibea magnifica
Quararibea magnifica är en malvaväxtart som beskrevs av Henri François Pittier. Quararibea magnifica ingår i släktet Quararibea och familjen malvaväxter. Inga underarter finns listade i Catalogue of Life.